# Булган
Булган (монг. Булган) — невелике місто в Монголії, центр Булганського аймаку, розташоване на відстані 330 км на північ від Улан-Батора. Населення 15 тисяч, площа 100 км².

## Клімат
Місто знаходиться у зоні, котра характеризується континентальним субарктичним кліматом. Найтепліший місяць — липень із середньою температурою 15.6 °C (60 °F). Найхолодніший місяць — січень, із середньою температурою -18.9 °С (-2 °F).
| Клімат Булгана          | Клімат Булгана | Клімат Булгана | Клімат Булгана | Клімат Булгана | Клімат Булгана | Клімат Булгана | Клімат Булгана | Клімат Булгана | Клімат Булгана | Клімат Булгана | Клімат Булгана | Клімат Булгана | Клімат Булгана |
| Показник                | Січ.           | Лют.           | Бер.           | Квіт.          | Трав.          | Черв.          | Лип.           | Серп.          | Вер.           | Жовт.          | Лист.          | Груд.          | Рік            |
| Абсолютний максимум, °C | 2              | 7              | 16             | 22             | 28             | 30             | 32             | 30             | 25             | 22             | 12             | 5              | 32             |
| Середній максимум, °C   | −11            | −8             | 0              | 8              | 16             | 20             | 21             | 21             | 15             | 7              | −3             | −8             | 6              |
| Середня температура, °C | −18            | −15            | −8             | 1              | 8              | 13             | 15             | 14             | 7              | 0              | −9             | −15            | 3              |
| Середній мінімум, °C    | −26            | −23            | −16            | −6             | 0              | 6              | 10             | 7              | 0              | −7             | −16            | −22            | −7             |
| Абсолютний мінімум, °C  | −40            | −40            | −35            | 0              | −12            | −8             | 0              | −1             | −10            | −22            | −31            | −35            | −40            |
| Норма опадів, мм        | 0              | 0              | 0              | 0              | 0              | 60             | 120            | 60             | 10             | 10             | 10             | 0              | 320            |
| Днів з дощем            | 0              | 0              | 0              | 0              | 0              | 7              | 9              | 7              | 2              | 1              | 0              | 0              | 30             |
| Вологість повітря, %    | 63             | 65             | 54             | 49             | 43             | 58             | 70             | 72             | 67             | 63             | 68             | 68             | 62             |
| ----------------------- | -------------- | -------------- | -------------- | -------------- | -------------- | -------------- | -------------- | -------------- | -------------- | -------------- | -------------- | -------------- | -------------- |
| Джерело: Weatherbase    |                |                |                |                |                |                |                |                |                |                |                |                |                |

## Інфраструктура

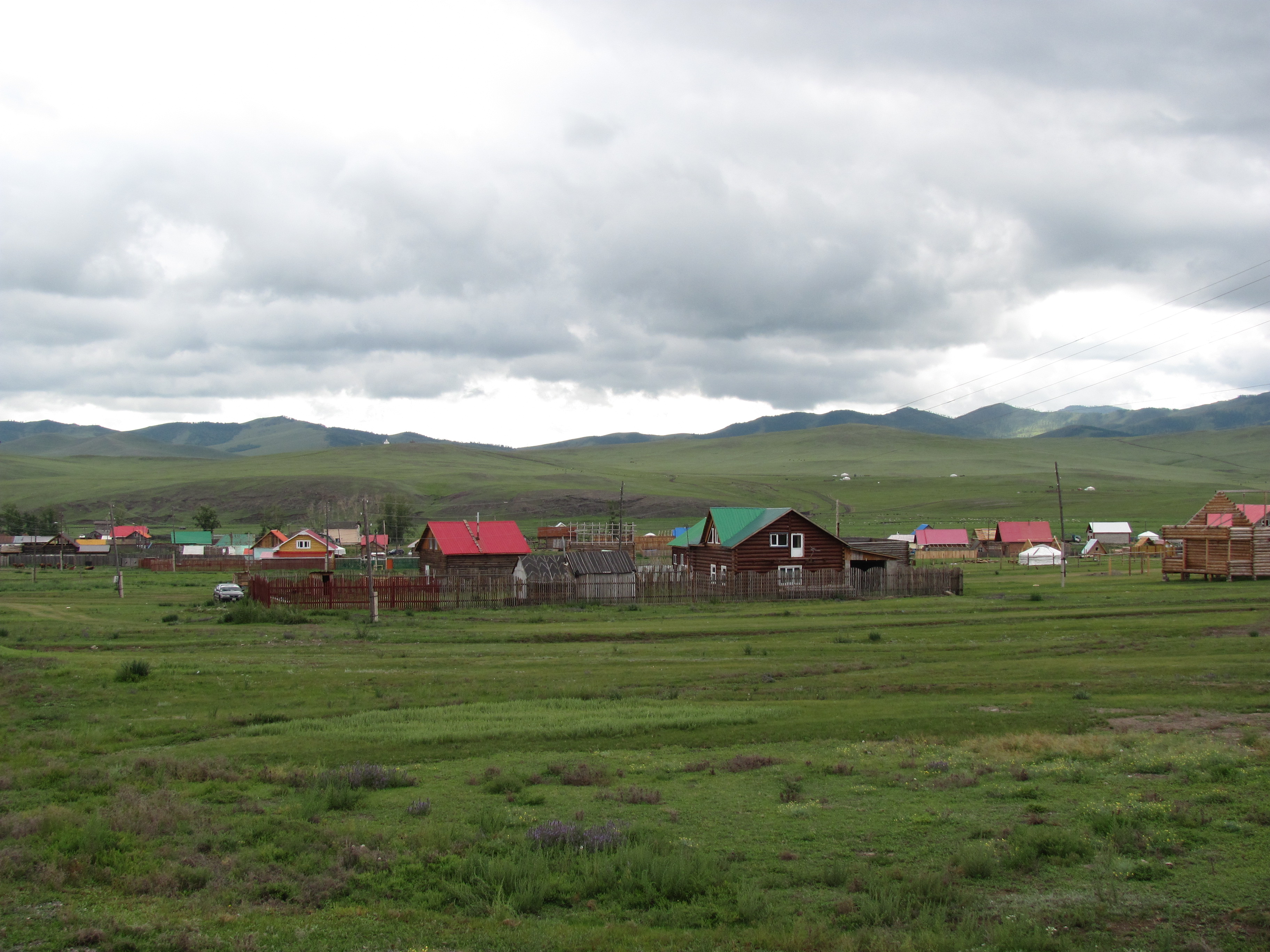
Булган

У місті розташовано борошномельний комбінат, електростанція, завод будівельних матеріалів, деревообробний комбінат. Музей Х.Магсаржава, театр, школи, лікарня, торговельно-культурні центри.

## Транспорт
За 35 км від центру міста розташовано аеропорт Булган. Код ICAO: ZMBS. Аеропорт приймає тільки внутрішні рейси.

## Історія
За 40 км від міста була розташована 51 танкова дивізія Забайкальського військового округу. Дивізія прибула весною 1976 року з Новочеркаська. У 1989 році її вивели а пізніше розформували.

## Пам'ятки
По дорозі Арвайхеєр — Булган знаходяться дві групи наскельних малюнків у місцевості Палу (N45 26,651 E 102 09,970) Вік малюнків близько 13 тисяч років. Ще одна група наскельних малюнків мають координати N45 25,855 E102 08,434. Недалеко від цього місця розташовані гунські могили та найбільший керексур Уверхангайського аймаку.
Поблизу піщаних пірамід (N44 49,842 E102 40,626) на шляху від гір Арцбогда до Булган суму є загадкова кам'яна стіна наполовину занесена піском, в окремих місцях її висота складає 1-1,5 м. Вздовж стіни зустрічаються старовинні штучно оброблені камені з отвором посередині. Піщані піраміди, відомий природний об'єкт часто зображувались монгольськими художниками.